# 济诺维·谢尔久克
济诺维·季莫费耶维奇·谢尔久克（俄语：Зиновий Тимофеевич Сердюк；1903年11月15日—1982年8月8日），苏联党和国家领导人，陆军少将军衔。曾任乌克兰共产党（布）基辅州委第一书记，利沃夫州委第一书记，摩尔达维亚共产党中央第一书记等职务。他是尼基塔·赫鲁晓夫的好友。

## 生平
- 1903年11月2日（格里历：11月15日）出生于沙俄赫尔松省阿尔布津卡村的贫农家庭。
- 1917年-1923年，铁路工人。1923年加入共青团。
- 1923年-1926年，共青团敖德萨州供水厂团委书记。1925年加入俄共（布）。
- 1926年-1928年，敖德萨州工会书记处书记。
- 1928年-1931年，工会运动高等学校学习。
- 1931年-1934年，国营农场工会中央委员会劳动部副主席。莫斯科州十月区工会委员会主席。
- 1934年10月-1935年，鲁萨诺夫号破冰船副政委。
- 1935年-1936年，苏联人民委员会北方航道司政治部副主任。
- 1936年-1937年，联共（布）莫斯科大剧院党支部书记。
- 1937年10月-1938年1月，联共（布）莫斯科州斯维尔德洛夫区党委书记。
- 1938年1月-4月，乌克兰共产党（布）中央组织部指导员，副部长。
- 1938年4月-5月，乌共（布）基辅州委第三书记。
- 1938年5月-1939年，乌共（布）基辅市委第二书记。
- 1939年-1947年3月，乌共（布）基辅州委第二书记。期间，1941年，第5军军事委员会成员。1941年-1942年，第21军军事委员会成员。1942年-1943年，第64军，第7近卫军军事委员会成员。1943年3月晋升陆军少将军衔。
- 1947年3月-1949年2月，乌共（布）基辅州委第一书记。
- 1949年1月-1952年5月，乌共（布）中央委员会书记。期间，1951年-1952年，联共（布）中央高级党校进修班学习。
- 1952年4月-1954年2月，乌共利沃夫州委第一书记。
- 1954年2月-1961年5月，摩尔达维亚共产党中央第一书记。
- 1961年-1965年12月，苏共中央监察委员会第一副主席。
- 1965年12月起退休，享受联邦养老金待遇。
- 1982年8月8日于莫斯科逝世，享年78岁。葬于莫斯科特罗耶库罗夫公墓。

谢尔久克是联共（布）18大，第18次代表会议，苏共19-22大代表；第18-19届中央候补委员，第20-22届中央委员；第1-6届苏联最高苏维埃联盟院代表，第1-3届乌克兰苏维埃社会主义共和国最高苏维埃代表，第4-5届摩尔达维亚苏维埃社会主义共和国最高苏维埃代表。

## 荣誉
- 社会主义劳动英雄称号（1963）
- 四次列宁勋章（1948,1953,1957,1963）
- 两次红旗勋章（1941,1943）
- 两次一级卫国战争勋章（1943,1945）
- 一级卫国战争游击队员奖章（1945）
- 1941-1945年伟大卫国战争战胜德国奖章
- 1941-1945年伟大卫国战争胜利二十周年奖章
- 1941-1945年伟大卫国战争胜利三十周年奖章
- 苏联武装力量五十周年奖章
- 苏联武装力量六十周年奖章
- 纪念列宁诞辰一百周年奖章[3]